# Orthocis alnoides
Orthocis alnoides es una especie de coleóptero de la familia Ciidae.

## Distribución geográfica
Se encuentra al este de Europa.